# Lado
Lado var en enklav till Kongostaten som existerade från 1894 till 1910. Den låg på Vita Nilens västra bank, i det som i dag är sydöstra Sydsudan och nordvästra Uganda. Området hade en yta på cirka 40 000 km² och en befolkning på omkring 250 000.
När den tidigare osmansk-egyptiska Ekvatorialprovinsen 1874 gick till Storbritannien grundade Charles George Gordon, som blev provinsens guvernör, orten Lado som ny huvudstad i stället för Gondokoro. Huvudstaden flyttades 1885 av Emin Pascha till Wadelai.
Orten Lado och det kringliggande området utarrenderades till Kongostaten 1894, för att ge den tillträde till Nilen via flodhamnen Rejaf, som var så högt upp båtar kunde segla på Nilen. I utbyte mot området fick britterna en landremsa i östra Kongo, som de behövde för att bygga järnvägen mellan Kapstaden och Kairo. 1906 bestämdes arrendetiden till Leopold II:s livstid, varför området efter hans död sommaren 1910 återföll till Anglo-egyptiska Sudan. 1912 avträddes den södra delen till Uganda, som då var en brittisk koloni.